# Stepnoie (Saràtov)
|  | Per a altres significats, vegeu «Stepnoie». |

Stepnoie (en rus: Степное) és un poble de l'óblast de Saràtov, a Rússia, segons el cens del 2010 tenia 972 habitants. Pertany al districte municipal d'Engels.